# Influenzmaschine

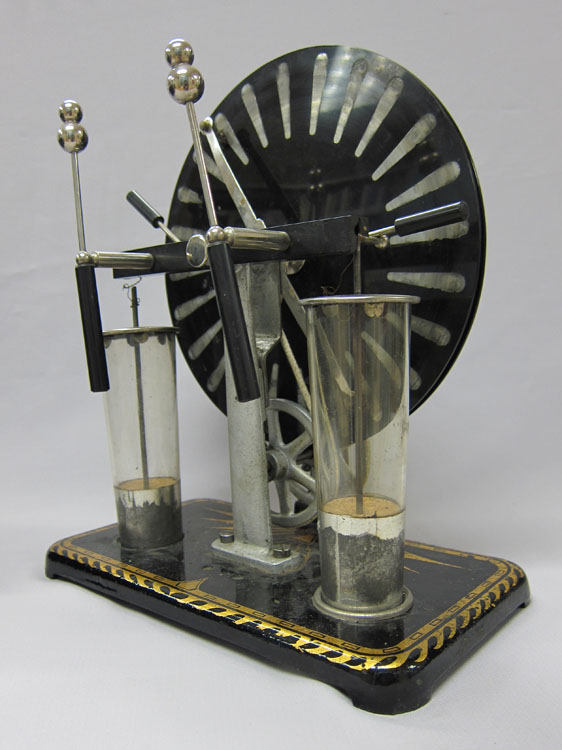
Influenzmaschine (Wimshurstmaschine)

Influenzmaschinen sind elektrostatische Generatoren, die zur Spannungserzeugung das Prinzip der Trennung elektrischer Ladungen durch Influenz nutzen. Im Gegensatz zu elektrodynamischen Generatoren nutzen Influenzmaschinen die Kraftwirkung des elektrischen Feldes auf elektrische Ladungen.

## Geschichtliche Entwicklung und Typen

### Elektrophor
Der schwedische Physiker Johan Carl Wilcke beschrieb 1762 erstmals den sogenannten Elektrophor, der als erste Influenzmaschine gilt. Alessandro Volta entwickelte ihn 1775 weiter, sodass er für Experimente besser genutzt werden konnte. Der ursprüngliche Elektrophor liefert konstruktionsbedingt keine kontinuierliche Gleichspannung.
Im Jahre 1865 mechanisierte Wilhelm Holtz die Funktionsweise des Elektrophors, um kontinuierliche Gleichspannungen zu liefern. Gegen Ende des 19. Jahrhunderts lieferten Influenzmaschinen dauerhaftere und gleichmäßigere Hochspannung als die zuvor verwendeten Elektrisiermaschinen, die Reibungselektrizität nutzten.

### Kelvin-Generator
Eine eigene Form der Nutzung von Influenz hat Lord Kelvin 1867 mit seinem Kelvin-Generator gefunden. In diesem so genannten Wassertropfengenerator wird die Influenz in Wassertropfen zur Trennung elektrischer Ladungen eingesetzt, wodurch Spannungen von bis zu 20 kV erzeugt werden können.

### Wimshurstmaschine
Der Erfinder James Wimshurst konstruierte ab 1878 die nach ihm benannte Wimshurstmaschine mit mehreren parallel auf einer Achse angebrachten und gegensinnig rotierenden Scheiben, die eine kontinuierliche Gleichspannung liefern konnte. Sie diente unter anderem zur Stromversorgung von Röntgenröhren Anfang des 20. Jahrhunderts. Damit können Spannungen bis ca. 100 kV erzeugt werden. Für größere Spannungen reichen in typischen Aufbauten die Längen der Isolationsstrecken nicht mehr aus und es kommt zu Überschlägen.
Bei der Wimshurstmaschine wird die hin- und hergehende Bewegung durch eine rotierende ersetzt, um die Kräfte beim Beschleunigen und Bremsen zu eliminieren.

### Pelletron
Moderne Vertreter der Influenzmaschine sind Pelletrons, die in Teilchenbeschleunigern zum Einsatz kommen. Sie gleichen in ihrem Aufbau einem Bandgenerator, besitzen jedoch anstelle des Bandes eine isolierende Kette, an der Rohrstücke oder Kugeln befestigt sind. Pelletrons können Spannungen bis zu 32 MV erzeugen.

## Funktionsweise
Alle Influenzmaschinen beruhen auf dem Prinzip der Ladungsverschiebung und -trennung mittels Influenz, indem von der Umgebung isolierte elektrische Leiter im Einflussbereich elektrischer Felder bewegt werden. Infolge der Wirkung des elektrischen Feldes auf elektrische Ladungen im leitfähigen Körper kommt es dabei aufgrund der Influenz zu einer Ladungsverschiebung innerhalb des metallischen Leiters. Durch eine räumliche Bewegung des metallischen Leiters, wobei Arbeit gegen die elektrischen Feldkräfte verrichtet werden muss, kombiniert mit zeitlich synchronisierten elektrischen Kontakt- und Trennvorgängen, welche je nach Typ der Influenzmaschine verschiedenartig ablaufen, werden so Gleichspannungen im Bereich einiger 100 V bis zu 100 kV erzielt.
Höhere Spannungen sind mit einfachen Demonstrationsgeräten nicht erreichbar, weil die Isolationswiderstände der Aufbauten dafür zu gering sind, und weil es außerdem zu Sprühentladungen wie der Koronaentladungen an den spitzen Ecken und Kanten der elektrischen Leiter kommt, weil die räumlichen Abstände für höhere Spannungen zu gering sind.
Der Wirkungsgrad liegt bei nur wenigen Prozent. Aus diesem Grund haben Influenzmaschinen als elektrische Maschinen, außer im Bereich der Ausbildung und als Demonstrationsgerät, keine wesentliche technische Bedeutung.

## Pseudowissenschaftliche Beschreibungen
Aufgrund der manchmal nicht offensichtlichen Funktionsweise von Influenzmaschinen halten sich hartnäckig Gerüchte, nach denen Effekte außerhalb der bekannten Physik für deren Funktion verantwortlich sein sollen. Jedoch sind dafür keine anderen als die in der Elektrostatik bekannten Gesetzmäßigkeiten nötig. In einigen Sekten und in Parawissenschaften werden Abwandlungen von Influenzmaschinen als Basis von Antrieben für fliegende Untertassen (sogenannte „Levitationsscheiben“) oder als Overunity-Maschinen zur Energiegewinnung gezeigt.